# Суперкубок Кувейту з футболу 2010
Суперкубок Кувейту з футболу 2010  — 3-й розіграш турніру. Матч відбувся 16 серпня 2010 року між чемпіоном Кувейту і володарем кубка Еміра Кувейту клубом Аль-Кадісія та володарем кубка наслідного принца Кувейту клубом Аль-Кувейт.
| Володар Суперкубка Кувейту 2010 |
| ------------------------------- |
|                                 |
| Аль-Кувейт Перший титул         |

## Матч

### Деталі
| 16 серпня 2010 21:30 (EEST) |

| Аль-Кадісія      | 1:3      | Аль-Кувейт                     |
| ---------------- | -------- | ------------------------------ |
| аль-Мутава 90+8' | Протокол | Карека 11', 25' (пен.) Алі 43' |

| Аль-Садака Васалам, Ель-Кувейт |